# Playgirl (canción de Ladytron)
«Playgirl» es el segundo sencillo del álbum 604, de la banda de Indie pop, Ladytron. En 2001, fue relanzado, alcanzando el puesto número 89 en la UK Singles Chart. El video musical fue dirigido por James Slater y Neil McLean.

## Lista de canciones
Promo Maxi CD
1. «Playgirl» (Versión original) – 3:51
2. «Playgirl» (Zombie Nation Remix) – 5:46
3. «Playgirl» (Felix Da Housecat Thee GrooveRetro Radio Mix) – 3:51
4. «Playgirl» (Simian Playboy Mix) – 2:40
5. «Playgirl» (I Monster Northernn Lights Mix) – 6:06
6. «Playgirl» (Tobias Neumann Mix) – 3:57
7. «Playgirl» (Felix Da Housecat Glitz Clubhead Mix) – 6:35
8. «Playgirl» (King of Woolworths Coming Down Mix) – 7:50
9. «Playgirl» (Howie Ross Mix) – 4:46
10. «Playgirl» (Tobias Neumann Club Mix) – 3:54